# Theretra tessmanni
Theretra tessmanni is een vlinder uit de familie van de pijlstaarten (Sphingidae). De wetenschappelijke naam van de soort werd in 1927 gepubliceerd door Bruno Gehlen.